# 班傑明·利普曼
班傑明·利普曼（法語：Benjamin Lipman，1819年10月9日—1886年6月7日）出生於法國大東部大區摩泽尔省的梅斯，是一位已故的法國猶太教拉比。

## 生平
他出生在梅斯，因為信仰和地利之便，他就前往中央拉比學校（法國猶太神學院的前身）接受猶太教完整的拉比訓練，神學院畢業之後，1848年到1863年期間，擔任法尔斯堡的拉比，1863年到1872年他成為梅斯的拉比，1872年到過世之前，最後在里尔擔任拉比。

## 受獎
- 1877年  法國榮譽軍團勳章